# Лівенцев Валентин Борисович
Лівенцев Валентин Борисович (25 березня 1914, Горлівка, Російська імперія — 14 вересня 1989, Сєверодвінськ, РРФСР) — радянський футболіст, нападник.

## Кар'єра
Вихованець горлівського футболу. Грати почав під керівництвом свого батька Бориса, котрий виступав за горлівську команду. Почав з дворового футболу, а потім виступав за юнацьку команду Машзаводу. Пізніше опинився в команді місцевого «Динамо». У 1933 році входив до складу збірної Сталінської області.
У наступному році став виступати за харківську команду «Спартак». Вже в 1935 році він разом зі старшим братом Леонідом, який також грав за «Спартак», виступає за збірну Харкова.
З жовтня 1936 року виступає за московський «Спартак», якому допомагає стати чемпіоном осінньої першості країни. Початок сезону 1937 склався для Валентина невдало. В одному з матчів з московським «Локомотивом», півзахисник залізничників Олексій Столяров завдав йому травми. Поки він лікувався, його лівий край міцно зайняв Микола Жигалін.
Валентин, не бачачи перспектив у московському «Спартаку», відправляє телеграму до Сталінграду, з проханням взяти його в команду «Трактор», де було багато вихованців горлівського футболу. Так він потрапляє в «Трактор», де в сезоні 1937 його використовують на правому фланзі атаки, так як лівим крайнім грав Борис Терентьєв. Валентин стає основним гравцем «Трактора», за який виступає на правому краю атаки до початку війни.
Після початку війни повернувся у рідну Горлівку. У липні 1942 році отримав наказ від окупаційної влади створити футбольну команду. До її складу також ввійшли Борис Терентьєв, Іван Тяжлов та брати Усови. Перший матч проти команди німецької військової частини, горлівчани програли. Але у другоми перемогли з рахунком 3:1. Після матчу розлючені німці побили переможців, Борис Терентьєв помер від побоїв.
Після війни виступає на позиції лівого крайнього нападника за команду «Стахановець», яка пізніше була перейменована в «Шахтар». Наприкінці 1948 року в Сталіно приїхав представник заводу «Азовсталь» і просив знайти тренера для заводської команди. Він пообіцяв надати квартиру в Жданові і Валентин Лівенцев дав згоду. У жданівській «Металурзі» був граючим тренером. У 1949 році «Металург» виграв першість і кубок міста, а також посів друге місце в зоні на першість України.
По закінченню роботи в «Металурзі», став тренувати спочатку юнаків ДСО «Будівельник», а коли восени 1956 року ДСО «Будівельник» було скасовано, почав тренувати дітей. Мав першу суддівську категорію. У 1961 році входив до міської тренерської ради. В подальшому працював на стадіоні «Локомотив».
Помер від інсульту в Сєверодвінську, де гостював у дочки. Похований в Маріуполі. З 1990 року в Маріуполі проводиться дитячий футбольний турнір пам'яті Валентина Ливенцева.

## Статистика
| Команда              | Сезон    | Чемпіонат | Чемпіонат | Чемпіонат | Кубок | Кубок | Всього | Всього |
| Команда              | Сезон    | Рівень    | Ігри      | Голи      | Ігри  | Голи  | Ігри   | Голи   |
| -------------------- | -------- | --------- | --------- | --------- | ----- | ----- | ------ | ------ |
| Спартак (Харків)     | 1936 (в) | III       | 5         | 1         | 2     | 0     | 7      | 1      |
| Спартак (Харків)     | 1936 (о) | III       | 6         | 4         | 0     | 0     | 6      | 4      |
| Спартак (Харків)     | Всього   | Всього    | 11        | 5         | 2     | 0     | 13     | 5      |
| Спартак (Москва)     | 1936 (о) | I         | 4         | 1         | 0     | 0     | 4      | 1      |
| Трактор (Сталінград) | 1937     | IV        | 10        | 4         | 0     | 0     | 10     | 4      |
| Трактор (Сталінград) | 1938     | I         | 21        | 5         | 0     | 0     | 21     | 5      |
| Трактор (Сталінград) | 1939     | I         | 19        | 7         | 1     | 2     | 20     | 9      |
| Трактор (Сталінград) | 1940     | I         | 21        | 4         | —     | —     | 21     | 4      |
| Трактор (Сталінград) | 1941     | I         | 6         | 3         | —     | —     | 6      | 3      |
| Трактор (Сталінград) | Всього   | Всього    | 77        | 23        | 1     | 2     | 78     | 25     |
| Шахтар (Сталіно)     | 1944     | —         | —         | —         | 1     | 0     | 1      | 0      |
| Шахтар (Сталіно)     | 1945     | II        | 2         | 1         | 0     | 0     | 2      | 1      |
| Шахтар (Сталіно)     | 1946     | II        | 19        | 2         | —     | —     | 19     | 2      |
| Шахтар (Сталіно)     | 1947     | II        | 9         | 2         | 5     | 0     | 14     | 2      |
| Шахтар (Сталіно)     | 1948     | II        | 14        | 5         | —     | —     | 14     | 5      |
| Шахтар (Сталіно)     | Всього   | Всього    | 44        | 10        | 6     | 0     | 50     | 10     |
| Всього               | Всього   | Всього    | 136       | 39        | 9     | 2     | 145    | 41     |

## Досягнення
- Чемпіон СРСР: 1936 (осінь).